# El Lissitzky

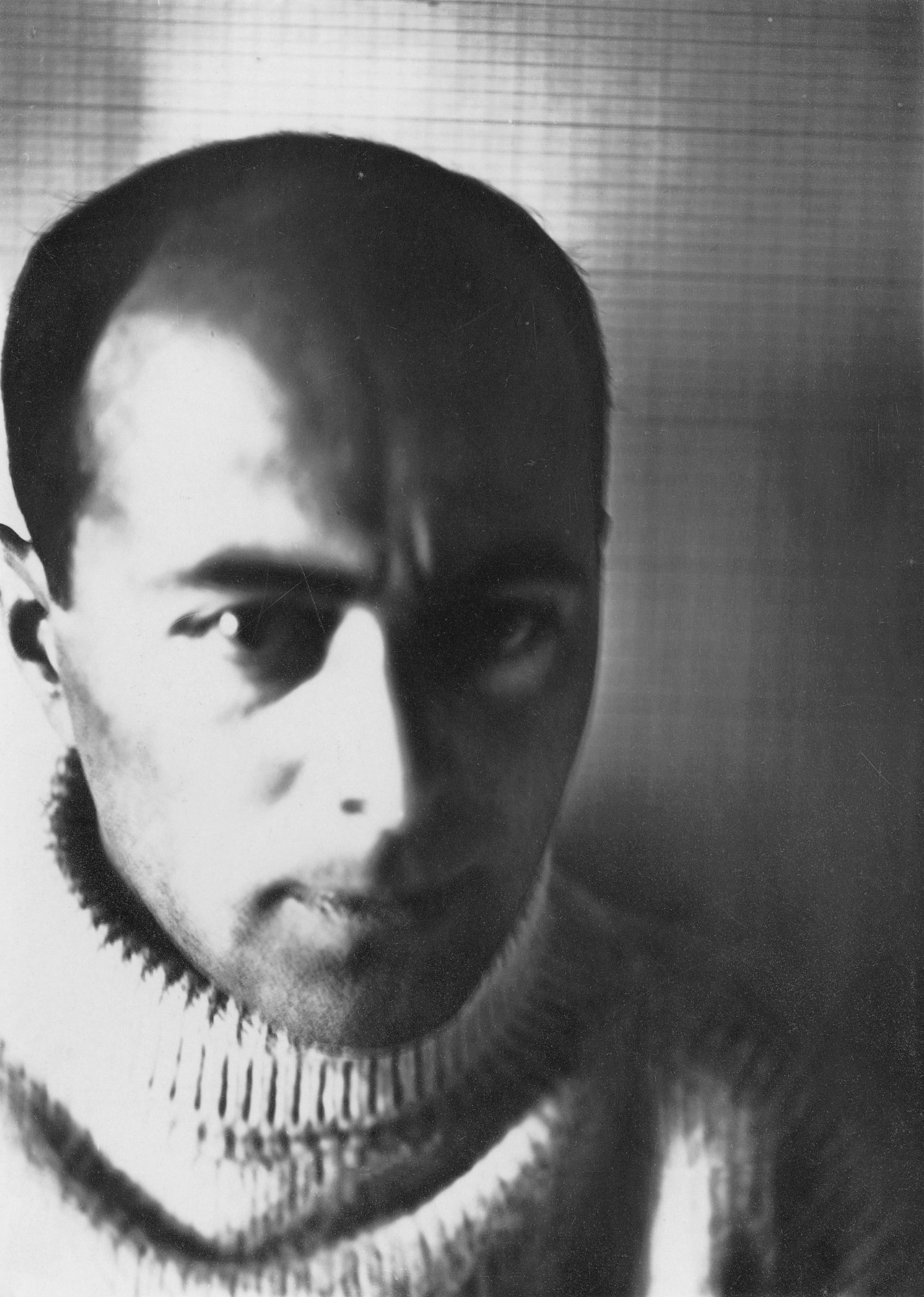
Fotografisches Selbstporträt aus dem Jahr 1924

Eliezer „El“ Lissitzky (russisch Эль Лисицкий, wiss. Transliteration Ėl' Lisickij; eigentlich Лазарь Маркович Лисицкий / Lasar Markowitsch Lissitzki  anhörenⓘ; * 10. Novemberjul. / 22. November 1890greg. in Potschinok, Russland; † 30. Dezember 1941 in Moskau) war ein bedeutender russischer Avantgardist und hat durch vielfältige Aktivitäten in den Bereichen Malerei, Architektur, Grafikdesign, Typografie und Fotografie sowohl theoretisch als auch praktisch maßgeblich zur Realisierung und Verbreitung konstruktivistischer Ideen beigetragen.

## Leben und Werk
Nach Kindheit und Jugend in Smolensk bewarb sich El Lissitzky 1909 an der Kunsthochschule von Sankt Petersburg, wurde dort aber als Jude abgewiesen. Wie viele andere Russen in seiner Lage ging er daraufhin nach Deutschland und studierte 1909 bis 1914 Architektur und Ingenieurwissenschaften an der Technischen Hochschule Darmstadt. Das Studium schloss er 1915 mit dem Diplom in Moskau ab.
In der Oktoberrevolution 1917 sah Lissitzky einen künstlerischen und sozialen Neubeginn für die Menschheit. Die Themen seines Werks sind stark von seiner politischen Einstellung geprägt. 1918 wurde er Mitglied der Abteilung für Bildende Künste (ISO, russisch Изобразительный Отдел) der Kulturabteilung NARKOMPROS in Moskau.
El Lissitzky übte verschiedene Lehrtätigkeiten aus, unter anderem ab 1919 an der Kunsthochschule in Witebsk, wo er mit
Kasimir Malewitsch im November 1919 eintraf. Lissitzky wurde vom damaligen Direktor Marc Chagall angeworben. 1920 bis 1921 war er Leiter der Architekturabteilung der WChUTEMAS in Moskau.
Die Erste Russische Kunstausstellung Berlin 1922, für deren Organisation und Gestaltung Lissitzky aktive Mitarbeit leistete und dessen Katalog seine Titelseite prägte, zeigte seine Gemälde Stadt, Proun 2c und Proun 19d sowie Buchillustrationen und weitere Werke. 1922 konzipiert El Lissitzky mit Ilja Ehrenburg die dann nur kurzlebige Zeitschrift „Gegenstand“, die sich dem Dialog von Künstlern verschiedener Nationalitäten verschrieb.

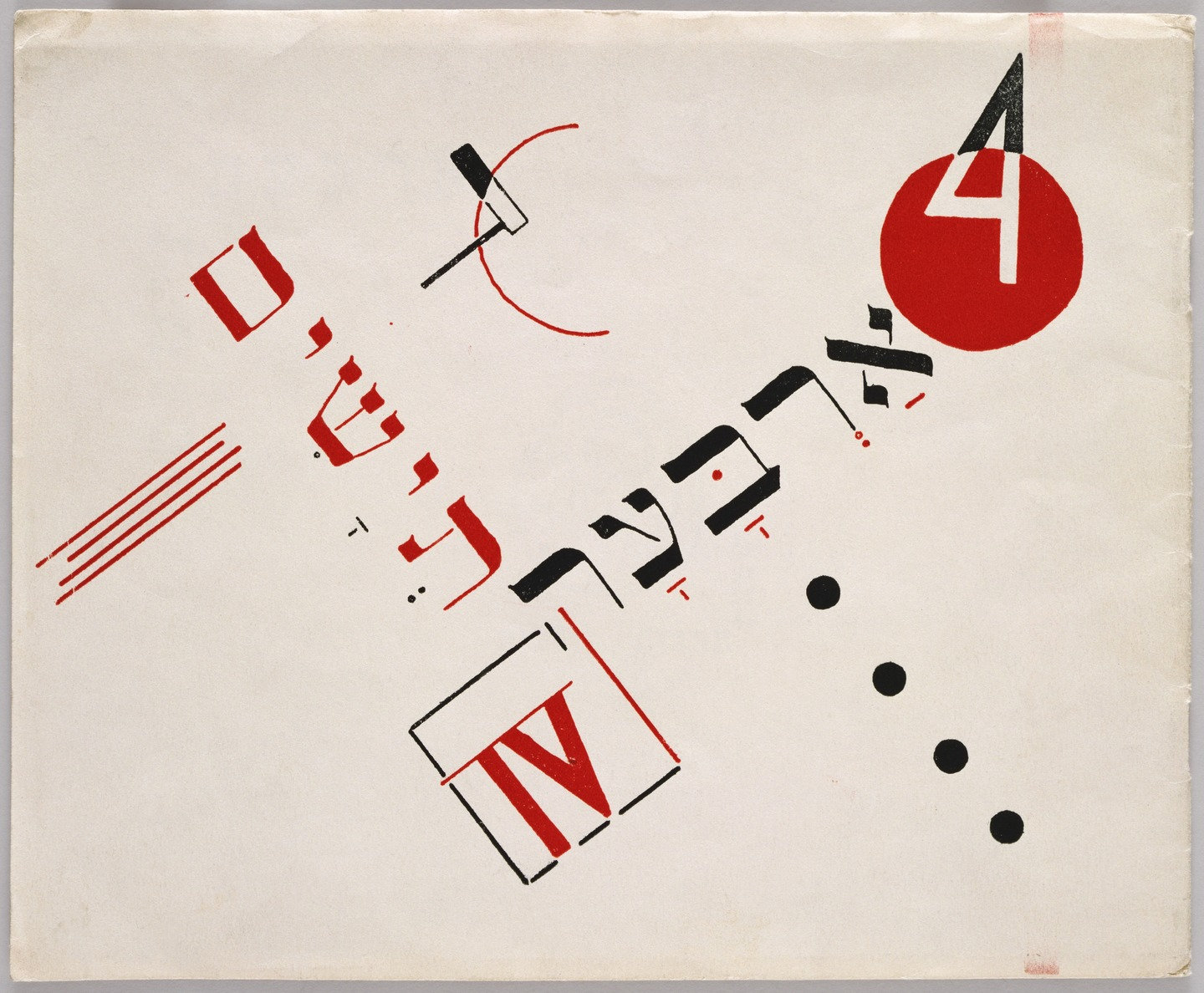
Von Lissitzky erstellter Einband für das Kinderbuch „Vier Ziegenböcke“ aus dem Jahr 1922

Lissitzky prägte mit seinem Stil die Gestaltung seiner Zeit. Er war Mitbegründer des Konstruktivismus und stark beeinflusst durch den Suprematismus. Geometrische Elemente wurden in einen für jedermann verständlichen politischen Symbolismus verwandelt. In dieser Zeit entstanden auch seine experimentellen Entwürfe mit dem Namen Proun, einem Akronym für «Projekt für die Behauptung des Neuen», welches als Weiterführung des Suprematismus in die dritte Dimension verstanden werden kann. Mit seiner Ablehnung des ihn gestalterisch einschränkenden Gutenbergschen Bleisatzes sah El Lissitzky früh die Wende zum Fotosatz voraus. Seine Proun-Bilder sind Bildkompositionen aus geometrischen Figuren, die eine räumliche Wirkung auf der zweidimensionalen Fläche erzielen. Als ausgebildeter Architekt sah El Lissitzky seine Arbeit als Interaktion zwischen Architektur und Malerei. Sein Werk beeinflusste dann die De-Stijl-Bewegung und das Bauhaus.
1923 erkrankte er an Tuberkulose, die er in einem Sanatorium in Ambrì behandeln ließ. In Berlin gab er mit Ehrenburg die dreisprachige Kunstzeitschrift Weschtsch – Objet – Gegenstand heraus. Zusammen mit Kurt Schwitters arbeitete er an der Zeitschrift Merz. Nach längerem Aufenthalt in Deutschland und der Schweiz (1921–1925) kehrte er 1925 in die Sowjetunion zurück und unterrichtete bis 1930 an der Moskauer Kunsthochschule Wchutemas in der Abteilung Stahl und Metalle.
Er pflegte Künstlerbekanntschaften mit Hans Arp (gemeinsame Arbeit an der Schrift Die Kunstismen, die 1925 veröffentlicht wurde), Kasimir Malewitsch, Jan Tschichold und Willi Baumeister. 1927–1928 bekam er den Auftrag zur Gestaltung des Abstrakten Kabinetts in der Niedersächsischen Landesgalerie Hannover. 1928 war er künstlerischer Leiter bei der Gestaltung des Sowjet-Pavillons auf der internationalen Presseausstellung Pressa in Köln. Für die internationale Ausstellung des Werbunds Film und Foto konzipierte und gestaltete Lissitzky im Jahr 1929 den sowjetischen Raum, der Fotografien, Filmstills und Filmsequenzen sowjetischer Künstler präsentierte.

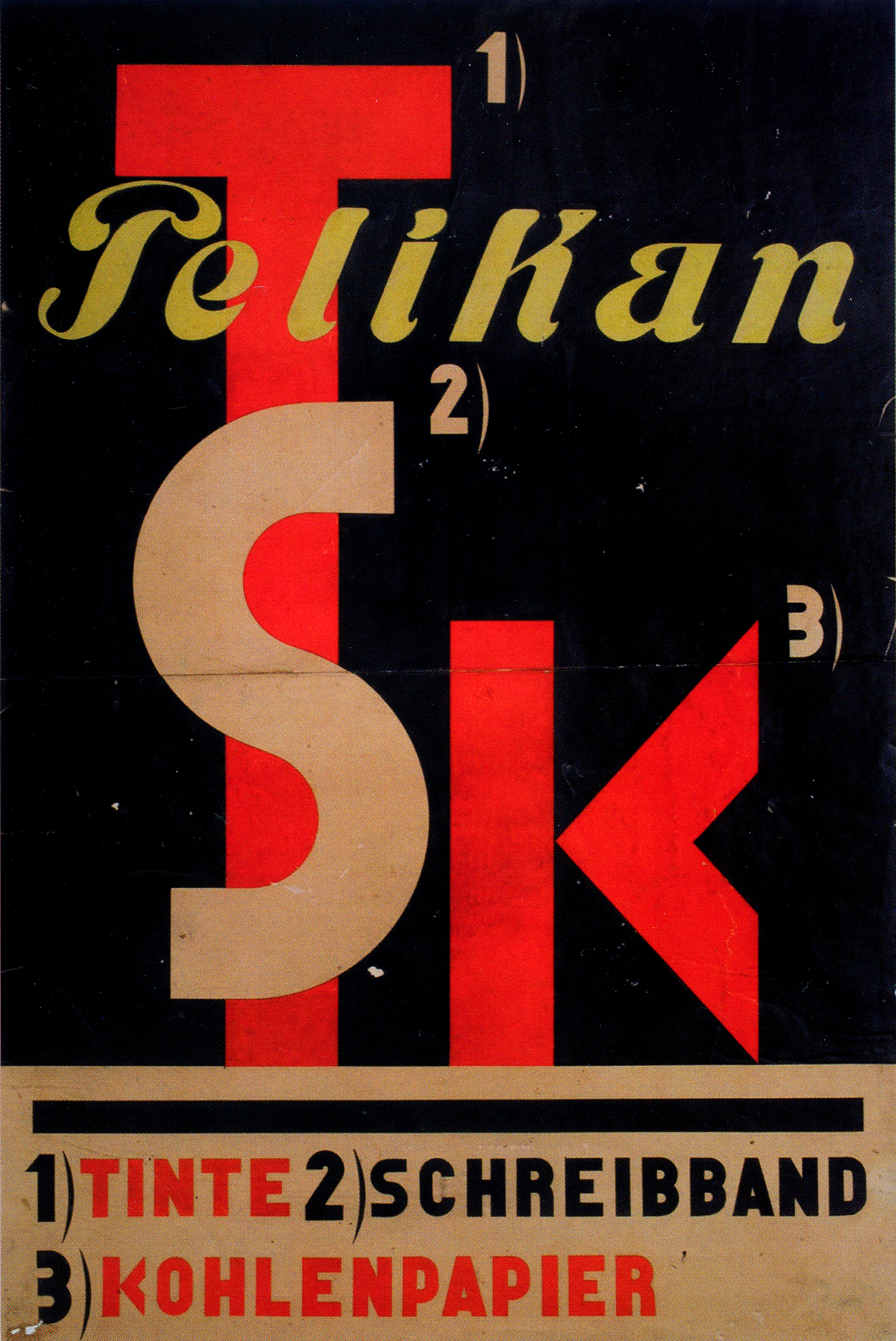
Lissitzkys Plakat-Werbung für die Pelikan AG in Hannover, 1929

In Hannover hatte er 1922 die Kunsthistorikerin Sophie Küppers kennengelernt, 1927 heiratete das Paar und lebte in Moskau. In den 1930er Jahren war er Mitglied der Künstlerbewegung Abstraction-Création in Paris. Seit 1931 war er leitender Künstler-Architekt der ständigen Bauausstellung im Kulturpark Gorki in Moskau und ab 1932 ein ständiger Mitarbeiter als Buchkünstler für die Zeitschrift USSR im Bau.
Von 1909, dem Jahr des Studienantritts in Darmstadt, und bis zu seinem Tod am 30. Dezember 1941 (durch Tuberkulose), pendelte El Lissitzky zwischen Deutschland und Russland, weshalb auch ein Teil seines Werkes eher mit der westlichen, zumal der deutschen und holländischen Avantgarde verbunden ist, ein anderer Teil jedoch – und das gilt v. a. für die Theorie –, der östlichen, russischen Avantgarde näher steht.

## Werk (Auswahl)
Lissitzky beschäftigte sich mit einer Vielzahl unterschiedlicher Methoden und Ideen. Dies hatte eine große Auswirkung auf die zeitgenössische Kunst, insbesondere auf den Gebieten Grafikdesign, Ausstellungsgestaltung und Architektur. Einige seiner Werke wurden posthum auf der documenta III im Jahr 1964 in Kassel gezeigt.
Im Oktober 2013 wurde bekannt, dass der private Nachlass El Lissitzkys und seiner Frau Sophie Lissitzky-Küppers vom Sohn Jen Lissitzky dem Sprengel Museum Hannover überlassen wird.

### Lithografien
- Folge von Farblithografien zum Chad Gadja, 1919

- Proun. 1. Kestnermappe
- Mappe zur Oper Sieg über die Sonne

Die beiden letzteren sind auf Einladung und mit Unterstützung der Kestner-Gesellschaft in Hannover entstanden.

### Grafische Arbeiten
- Layout des Titelbildes des amerikanischen Kulturmagazins Broom
- Werbekampagnen für die Pelikan AG Hannover
- Mitarbeit an der Merz Zeitschrift von Kurt Schwitters (Nr. 8/9, 1924)
- Leib Kwitko: Vaysrussische folksmayses, Zeichnungen L. Lissitzky, Kniga, Berlin 1923
- Leib Kwitko: Ukraynishe folksmayses, Zeichnungen L. Lissitzky, Kniga, Berlin 1922

### Publikationen
- Die Kunstismen, (mit Hans Arp) Zürich 1925
- SSSR's Architektur in Das Kunstblatt, Jahrgang 1925, Heft 2, S. 49–53.

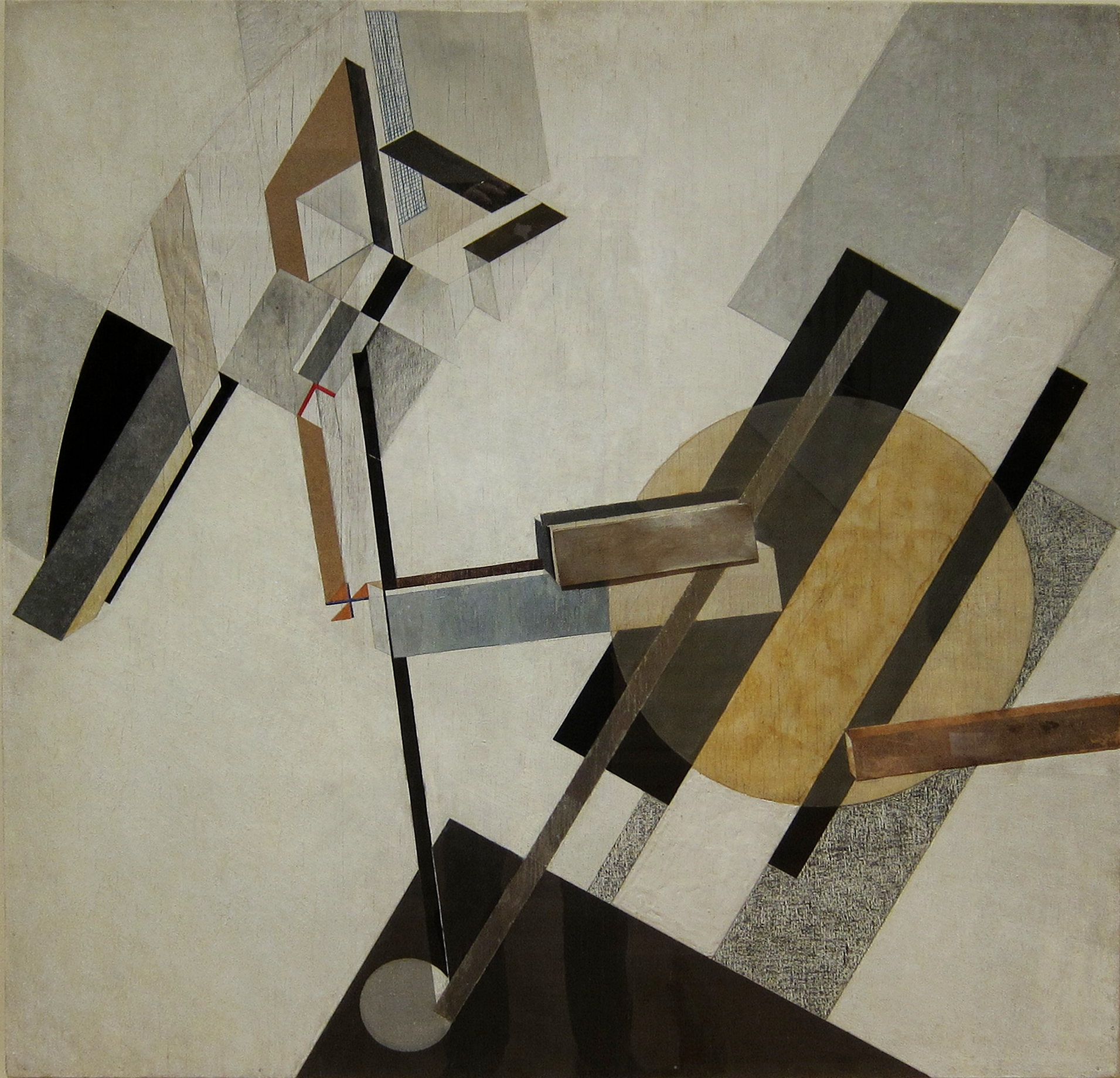
Proun und Wolkenbügel. Schriften, Briefe, Dokumente. Verlag der Kunst, Dresden 1977 (Fundus-Reihe 46)  - Proun, c.1922, MoMA
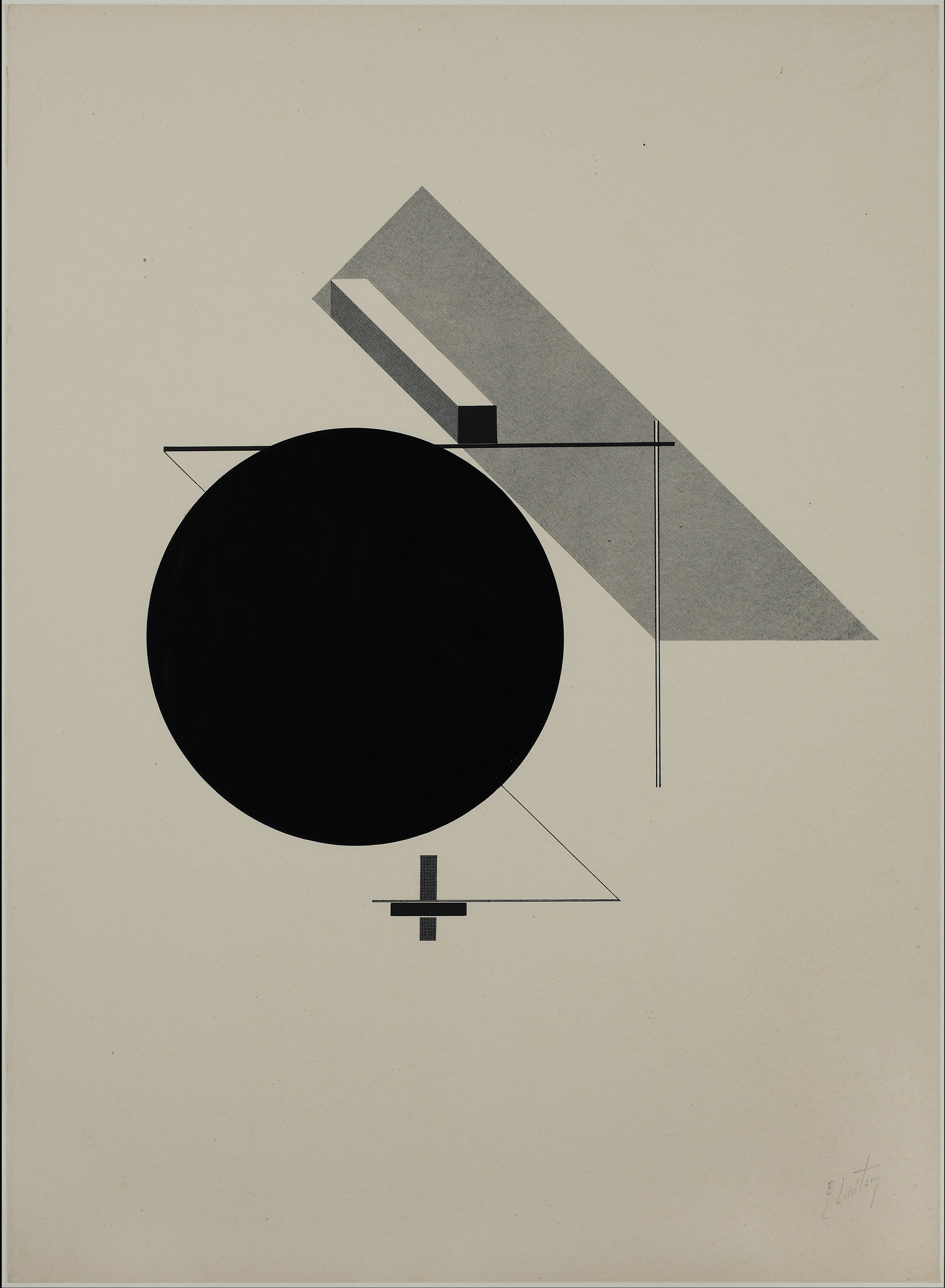
Kestnermappe Proun, Rob. Levnis and Chapman GmbH Hannover #5, 1923
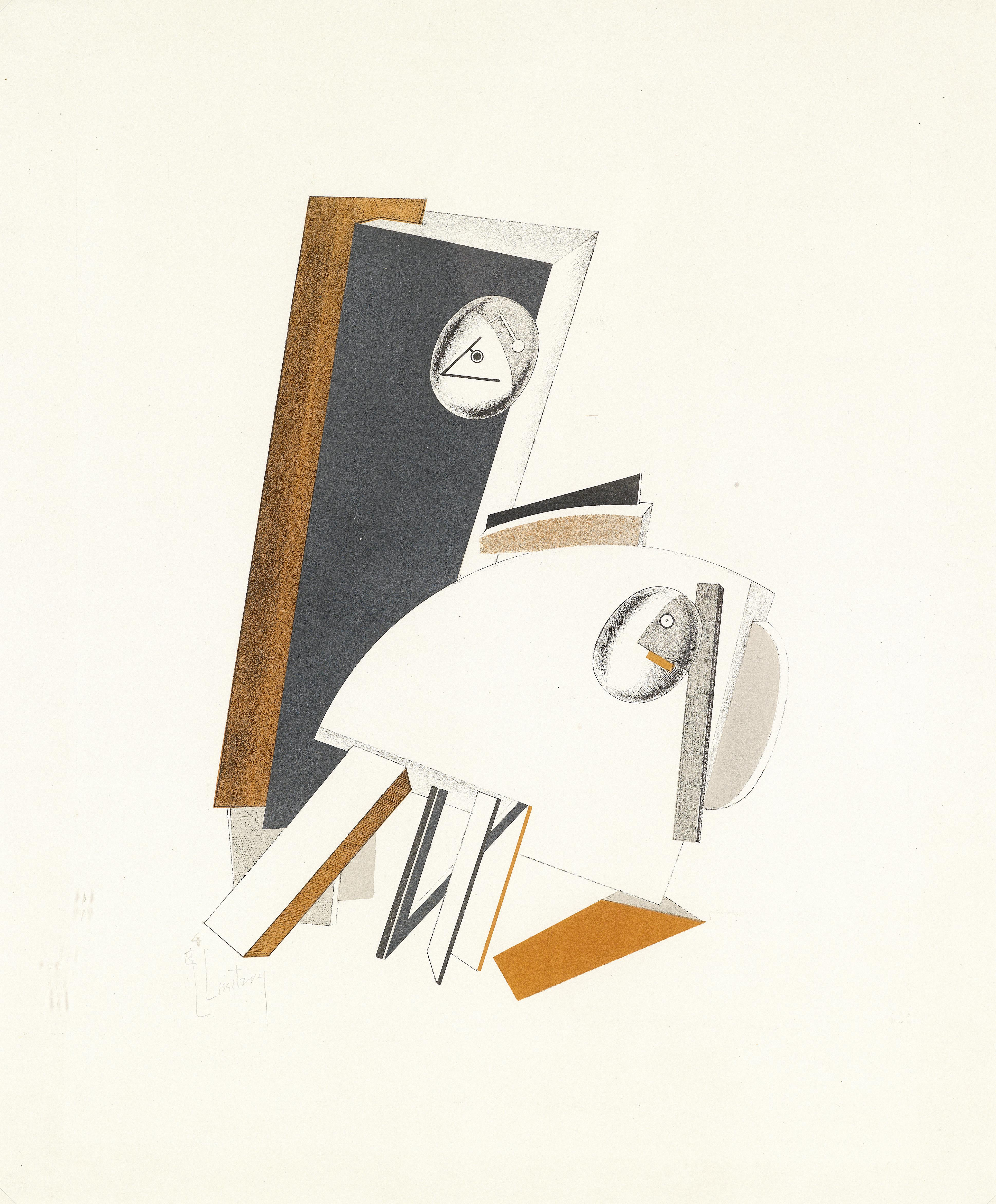
Ängstliche, 1923
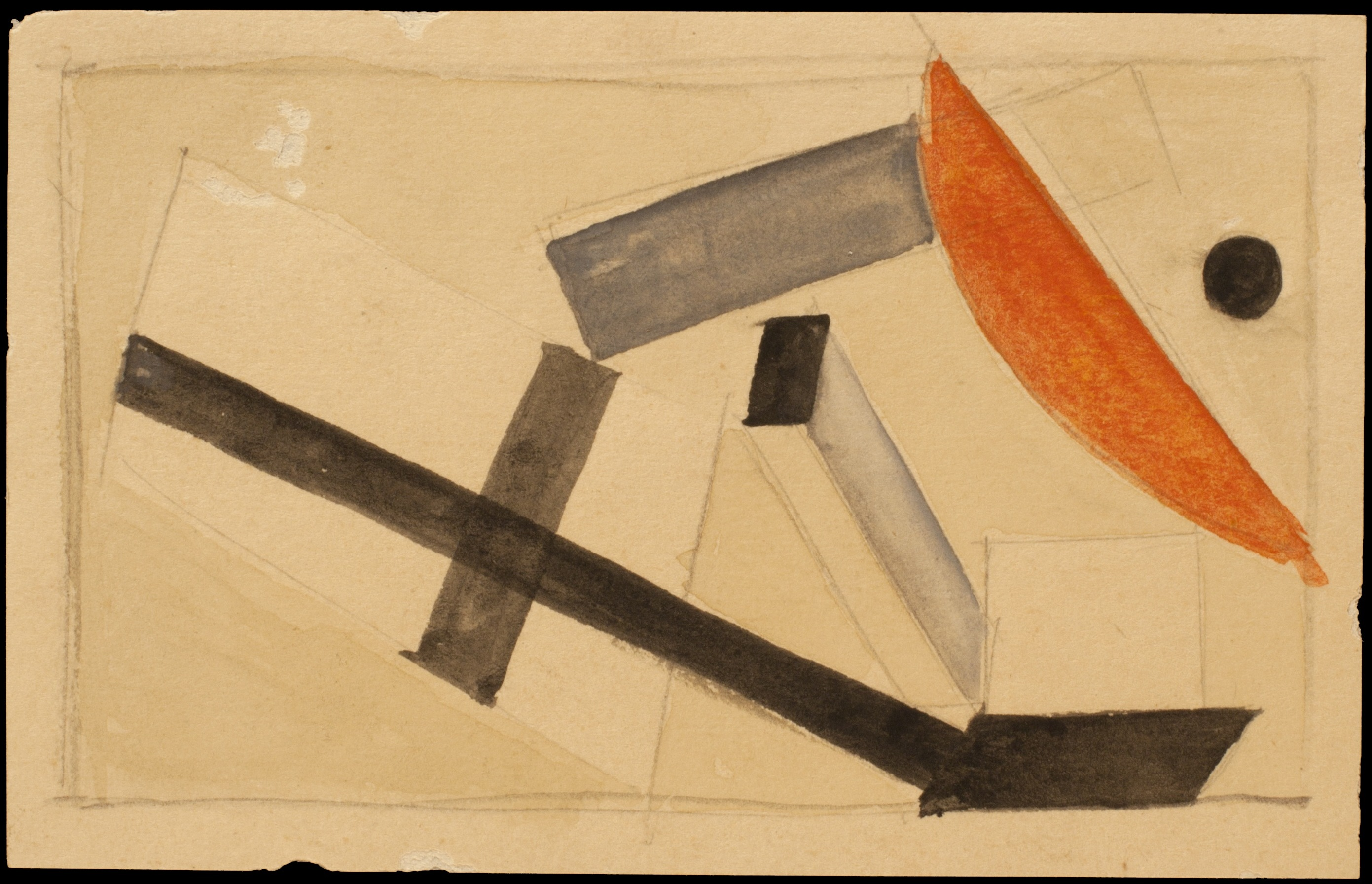
Proun, 1924, M.T. Abraham Center for the Visual Arts
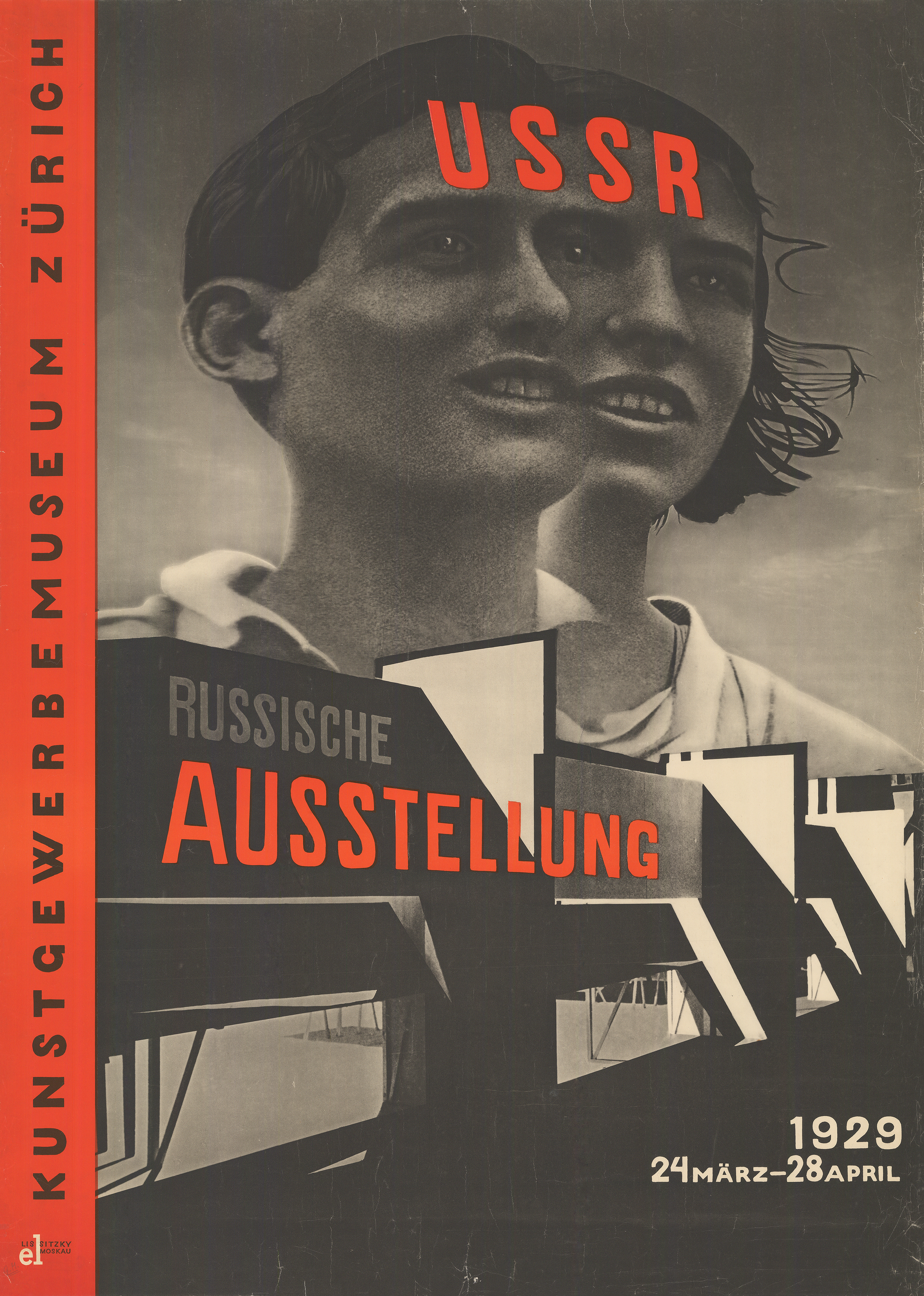
Plakat für eine Ausstellung, 1929
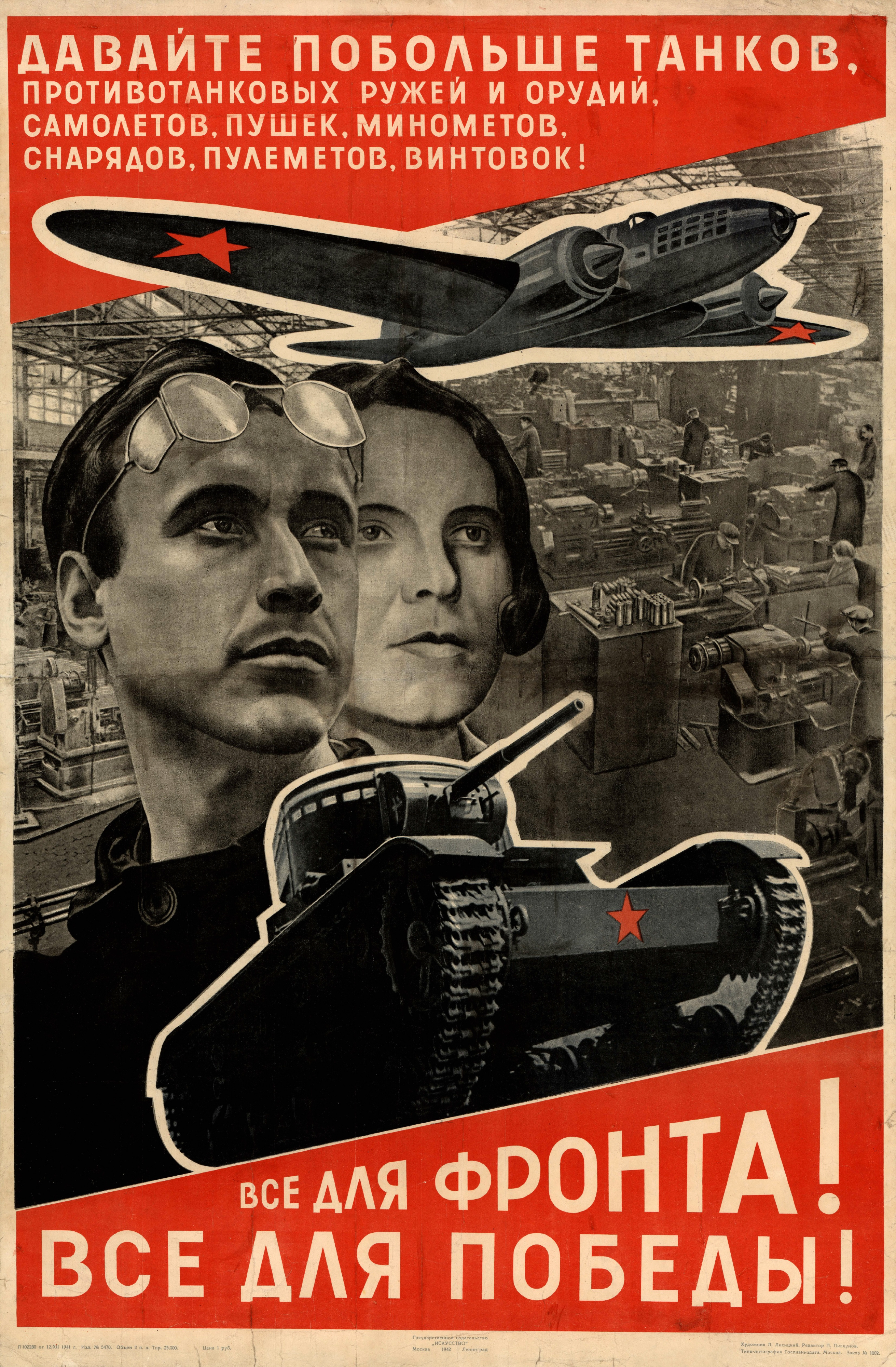
Propagandaposter
  - Kestnermappe Proun, Rob. Levnis and Chapman GmbH Hannover #5, 1923
  - Ängstliche, 1923
  - Proun, 1924, M.T. Abraham Center for the Visual Arts
  - Plakat für eine Ausstellung, 1929
  - Propagandaposter

### Architektur, Entwürfe

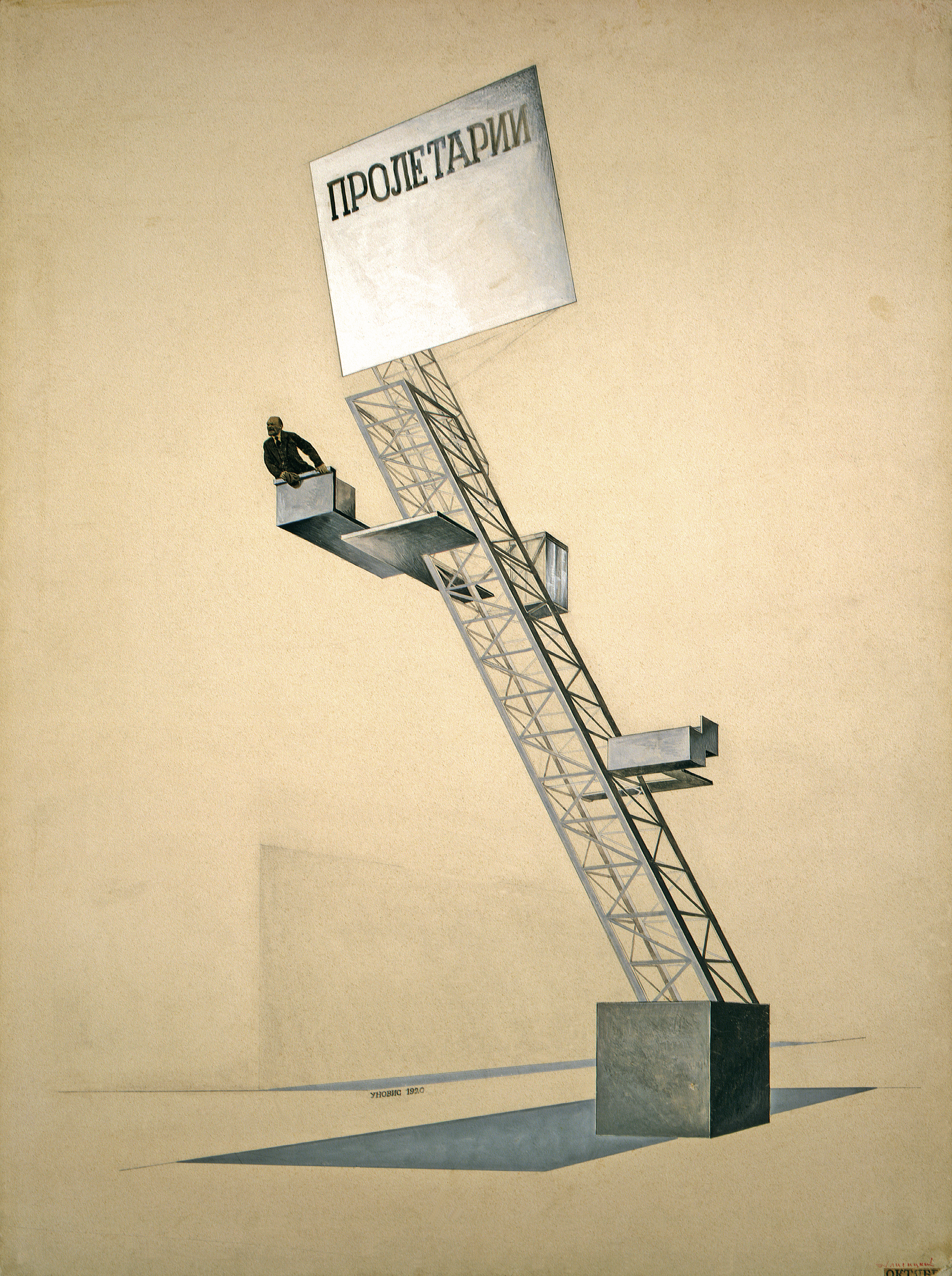
Lenin-Tribüne, 1920. Staatliche Tretjakow-Galerie, Moskau

Lenin-TribüneDie Idee einer Rednertribüne entstand 1920 in Witebsk, wo Lissitzky bei Marc Chagall als Professor der Höheren Kunstwerkstätten seit 1919 tätig war. Dort stellte er seinen Schülern die Aufgabe, eine Rednertribüne zu entwerfen. Der Entwurf von Ilja Grigorjewitsch Tschaschnik ist die Grundlage für die von Lissitzky 1924 weiter entwickelte Tribüne. Der Entwurf zeigt eine dynamische Anordnung von Farbflächen, die horizontal und diagonal orientiert sind. Verbunden wird dieses lineare Schema durch eine kranartige Eisenkonstruktion, welche auf einem Quader als Basis aufliegt. Ein verschiebbares Flächenelement lässt die Tribüne je nach Stellung offen oder geschlossen erscheinen. Ein räumlicher Eindruck wird lediglich durch die Überlagerung von Linien und Flächen erzeugt. Die das Konzept der Tribüne bestimmende Leitidee ist die räumliche Organisation von Bewegungsabläufen, die in der Körpersprache des Agitators gipfelt. Dabei blieben die konstruktiven oder technischen Merkmale der Tribüne von sekundärer Bedeutung. Lissitzky selbst nennt die 12 m hohe Tribüne „Rednertribüne für öffentliche Plätze“. Das Temporäre des Entwurfs wird durch die Konstruktion dokumentiert – die Tribüne kann fast komplett zerlegt werden, um später an anderer Stelle wieder aufgebaut zu werden. Die diagonal ausziehbare, leiterähnliche Konstruktion mit zwei Plattformen (Warteraum für Gäste und Rednerkanzel) besaß einen gläsernen Aufzug, der die Vortragenden bzw. Gäste zu den jeweiligen Plattformen beförderte. Der Kubus, auf dem die Eisenkonstruktion aufliegt, enthält den Maschinenraum und die Fahrkanzel, die ebenfalls völlig verglast sein sollte. Eine am Ende der Eisenkonstruktion anzubringende Leinwand, die schnell zu entfalten war, diente der Verbreitung von Tagesparolen und sollte nachts als Kinoprojektionsfläche genutzt werden. Sie ist als Hinweis Lissitzkys zu verstehen, dass der Träger über sich selbst hinausweisen soll. In seiner Perspektive lässt Lissitzky das Wort Proletarier erscheinen.
WolkenbügelLissitzky ersinnt in dem 1924 entworfenen Projekt Wolkenbügel eine völlig neuartige Gestalt des Bürohauses. Fasziniert von amerikanischer Ingenieurleistung kritisiert er beim „Skyscraper“ den Widerspruch zwischen moderner Konstruktion und historischer Gestaltung. Darüber hinaus lehnt er das amerikanische Hochhaus als Symbol des Kapitalismus ab. In diesem Spannungsfeld entsteht das Wolkenbügel-Projekt als Antithese zum Wolkenkratzer. Er beschäftigt sich mit einer nationalen Ausdrucksform für ein in die Struktur integriertes Hochhaus, das sich in der Betonung der Horizontalen deutlich vom „Skyscraper“ abgrenzen soll.
Räumliche Organisation: In den vertikalen Elementen, den Pfeilern, sollte die Erschließung in Form von Treppenhäusern und Aufzügen untergebracht werden, die eine direkte Anbindung an das Straßenbahnnetz und die Metrostation haben sollten. In den horizontalen Bereichen als eigentlicher Nutzfläche sollten Büros untergebracht werden, die eine gewisse Dynamik symbolisieren sollten, weil sie dem Straßenverlauf folgten.
Städtebaulich integriert sich der Wolkenbügel, indem er den Verkehr der Stadt in sich aufnimmt. Halbkreisförmig um den Moskauer Ring angeordnet geben die acht Wolkenbügel ein Bild von symbolhaften Stadttoren mit der Bedeutung von Triumphbögen einer neuen Zeit ab.
Allerdings wurde das Projekt, wie viele Entwürfe mit extremen Tragwerken, nie realisiert und ist hauptsächlich im Gebiet der Architekturtheorie anzusiedeln.
Druckerei der Zeitschrift Ogonjok
Lissitzky entwarf das Gebäude der Ogonjok-Druckerei in Moskau. Nach der Verhaftung des Chefredakteurs Kolzow wurden die Pläne vom NKWD beschlagnahmt und befindet sich bis heute im Besitz des FSB.

## Ehrungen

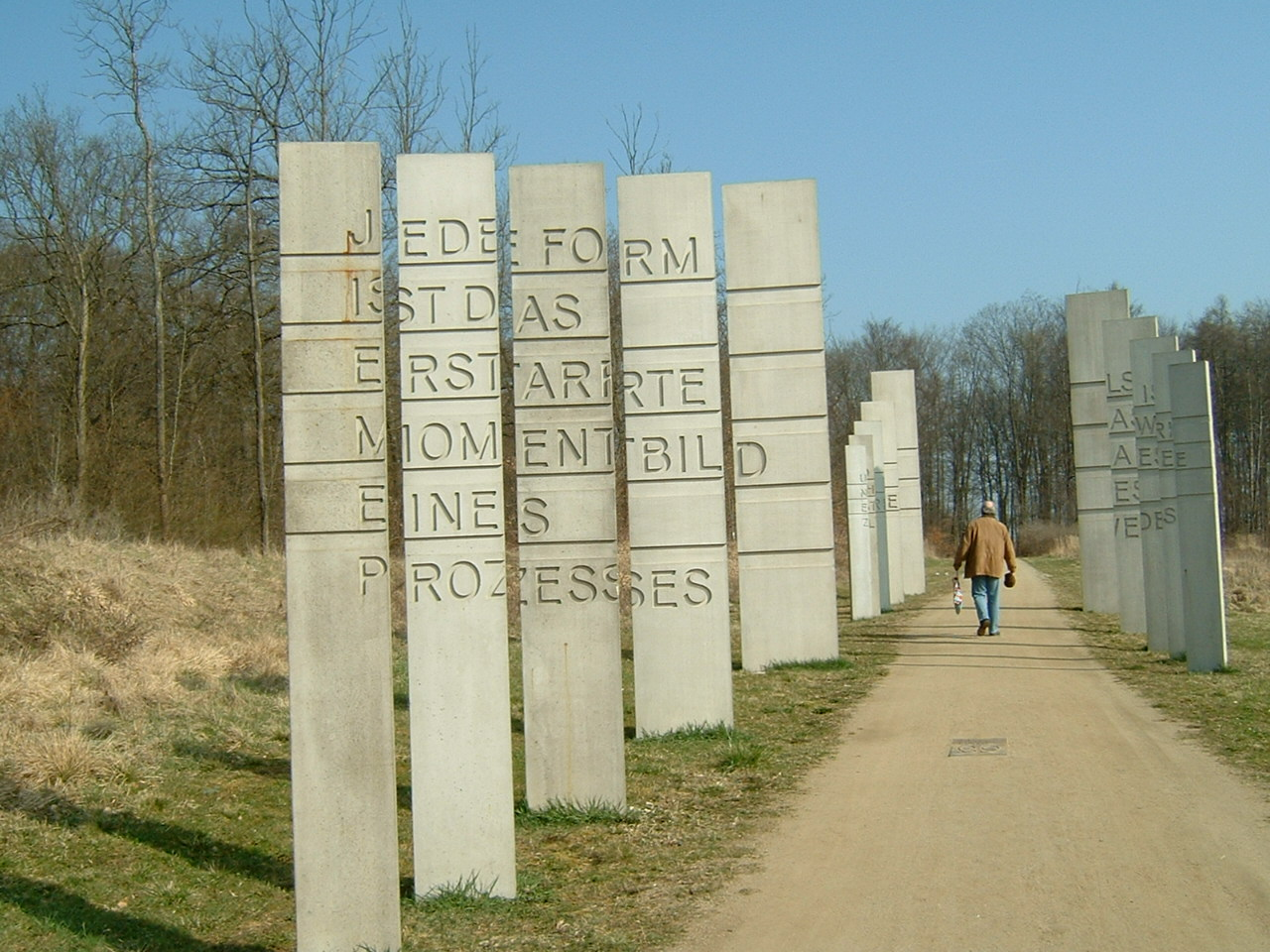
El-Lissitzky-Allee in Schwalbach

- 1990 wurde eine Straße am Campus Lichtwiese der TU Darmstadt nach ihm benannt.
- 2003 brachte die Deutsche Post mit der Kulturstiftung der Länder das Motiv Proun 30t von El Lissitzky auf einem Sonderpostwertzeichen heraus.
- In Schwalbach am Taunus gestaltete 2005 der Darmstädter Künstler Gerhard Schweizer die El-Lissitzky-Allee aus 3 mal 5 Betonstelen. Im Vorübergehen erschließt sich der Text auf den 3,60 – 5,10 m hohen Säulen nach und nach.

## Ausstellungen
- 1965 / 1966: El Lissitzky. Stedelijek Van Abbemuseum, Eindhoven; Kunsthalle Basel und Kestner-Gesellschaft, Hannover.
- 1976: El Lissitzky. Galerie Gmurzynska, Köln.
- 1977: El Lissitzky 1890 – 1941. Museum of Modern Art, Oxford.
- 1982: El Lissitzky – Maler, Architekt, Typograf, Fotograf. Staatliche Galerie Halle und Hochschule für Grafik und Buchkunst, Leipzig.
- 1988: El Lissitzky 1890 – 1941 Retrospektive. Sprengel Museum Hannover; Staatliche Galerie Moritzburg, Halle; Busch-Reisinger-Museum, Harvard University Art Museum, Cambridge.
- 1990: El Lissitzky – Der Traum vom Wolkenbügel. ETH-Hönggerberg, Zürich.
- 1990: L.M. Lissitzky 1890 – 1941. Tretjakow-Galerie, Moskau.
- 1990/1991: El Lissitzky architekt, painter, photographer, typographer. Municipal Van Abbemuseum, Eindhoven; Fundaçion Caja de Pensiones, Madrid; Musée d’Art Moderne de la Ville de Paris.
- 1991: El Lissitzky – experiments in photography. Houk Friedman, New York.
- 1991: Eine Ausstellung typografischer Arbeiten von El Lissitzky. Mathildenhöhe Darmstadt.
- 1999: El Lissitzky Jenseits der Abstraktion – Fotografie, Design, Kooperation. Sprengel Museum, Hannover; Museu d’Art Contemporani de Barcelona und Fondaçao de Serralves, Porto.